# 城南織物
城南織物株式会社（じょうなんおりもの）は、愛媛県今治市北高下町に本社を置くタオルメーカー。

## 概要
1914年に阿部（株）工務主任を務めた平尾亀太郎と阿部（株）元支配人の正岡七重によって「城南織物工場」として創業。当初は綿ネルや綿織物の製造を行っていた。1953年にタオルの製造を開始し、1973年には祖業であった綿織物の製造を中止しタオル製造に業務を集中させている。
従来はカネボウなどのタオルのOEM生産を手がけてきたが、2002年より四国タオル工業組合（現:今治タオル工業組合）が「NYホームテキスタイルショー」に参加を開始し各タオルメーカーが自社ブランド開発に取り組む中で城南織物も自社ブランド開発に着手。2004年秋には「NYホームテキスタイルショー」で出展した「モウ･キューブ」がグランプリを受賞した。

## 事業所
- 本社 - 愛媛県今治市北高下町2丁目2番9号
- 東工場 - 愛媛県今治市東鳥生町5丁目62番

## 沿革
- 1914年 - 平尾亀太郎と正岡七重の共同出資によって「城南織物工場」を創業。綿ネル･綿織物の製造開始[3]。
- 1916年 - 平尾亀太郎の単独経営となる[3]。
- 1942年 - 工場および織機を国に拠出し、廃業[3]。
- 1948年 - 「城南織物株式会社」設立。
- 1953年 - 樹之本工場を新設し、タオルの製造開始。
- 1964年 - 高下工場を新設。
- 1973年 - 本社工場を閉鎖し、綿織物の製造を中止しタオルの製造に業務を集中させる[3]。
- 1985年 - 東工場を新設。
- 1989年 - 樹之本工場を閉鎖[3]。
- 2004年 - 「モウ･キューブ」がNYホームテキスタイルショーでグランプリ受賞[4]。
- 2015年 - 織機設備を刷新。